# George Birnie Esslemont
George Birnie Esslemont JP (* 1860; † 2. Oktober 1917) war ein schottischer Politiker. Er wurde als Sohn des Politikers Peter Esslemont geboren, der bei den Unterhauswahlen 1885 für die Liberal Party das Mandat des Wahlkreises East Aberdeenshire errang. Esslemont war als Kaufmann tätig und ein Justice of the Peace für Aberdeen. Im Jahre 1890 ehelichte er Clementina Macdonald.

## Politischer Werdegang
Wie sein Vater war Esslemont Mitglied der Liberal Party. Zunächst gehörte er dem Stadtrat von Aberdeen an, in dem er verschiedene Posten ausfüllte. Zwischen 1899 und 1907 war er Vorsitzender der Liberalen in Aberdeen. Nachdem James Bryce, der seit 1885 für die Liberal Party das Mandat des Wahlkreises Aberdeen South hielt, im Jahre 1907 zum Botschafter des Vereinigten Königreichs in den Vereinigten Staaten ernannt wurde und folglich sein Mandat niederlegte, waren im Wahlkreis Aberdeen South Nachwahlen erforderlich. Bei diesen bewarb sich Esslemont für die Liberalen um das Unterhausmandat. Er setzte sich knapp gegen den Unionisten Ronald McNeill durch und zog erstmals in das britische Unterhaus ein. Bei den beiden Unterhauswahlen im Januar und Dezember 1910 verteidigte er sein Mandat. Während des Ersten Weltkriegs zeigte sich Esslemont zunehmend unzufrieden mit der britischen Kriegspolitik und favorisierte Friedensverhandlungen. Dennoch stimmte er nicht gegen die liberale Regierung. Zu einem politisch heiklen Zeitpunkt, als sich die Februarrevolution 1917 in Russland konkretisierte, legte Esslemont sein Mandat nieder. Er verstarb im Oktober desselben Jahres. Die fälligen Nachwahlen gewann sein Parteikollege John Fleming, den er als Kandidat der Liberal Party bei den Nachwahlen 1907 ausgestochen hatte.